# NGC 1194
NGC 1194 je galaksija u zviježđu Kit.

## Vanjske poveznice
- SEDS: NGC 1194